# Film mut

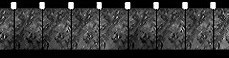
Film pe 16mm fără pistă de sunet

Filmul mut, se poate defini ca producția ale cărei imagini nu sunt însoțite de o pistă de sunet, iar replicile sunt redate sub formă de inserturi scrise între diferite secvențe.
Perioada filmului mut este cuprinsă din 28 decembrie 1895 când Frații Lumière au prezentat prima proiecție cinematografică cu filmul "La sortie d'usine Lumière à Lyon", până la apariția primului film sonor în anul 1926, când societatea „Warner” aflată în pragul falimentului realizează expermental un film-operă, muzical și cântat sonor, „Don Juan”, cu actorul John Barrymore ca vedetă. Totuși, primul film sonor este socotit a fi filmul realizat în anul 1927 de aceeași societate a fraților Warner, „Cântărețul de jazz”, cu actorul Al. Jonson în anul 1927.

## Istoric
În perioada de început a cinematografiei, datorită condițiilor tehnice de realizare de producții cinematografice - filmul -, prezentarea acestora se făcea fără a fi însoțite de un sunet care să facă personajele să "vorbească".
Dar, după perioada artizanală a filmului, unde totul era improvizație, producerea lui trece la cea industrială, favorizată și de apariția sălilor specializate cinematografele. Acest lucru trebuia făcut cu investiții care trebuia să aducă profituri producătorilor.
Filmul trebuia făcut cu artă, și înțeles de public. Dialogurile, eventual erau exprimate prin niște inserturi scrise, între diferite secvențe ale acțiunii.

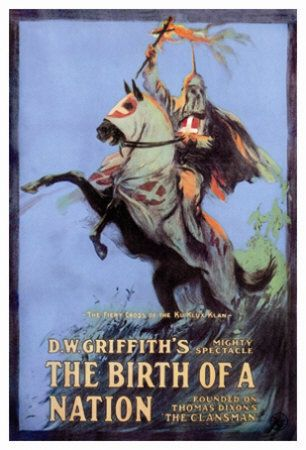
Afiș Nașterea unei națiuni

După ce fenomenul cinematografic a devenit o industrie apărând cinematografele, unii patroni pentru a ameliora oarecum atmosfera acțiunii, au introdus în sală pianul sau chiar orchestre.
Uneori s-a recurs în afara de orchestră, așa cum a procedat regizorul american D. W. Griffith la lansare producție "Nașterea unei națiuni", care pentru a accentua dramatismul filmului, în a plasa actori în spatele ecranului pentru unele dialoguri concordante cu cele a actorilor din proiecție.

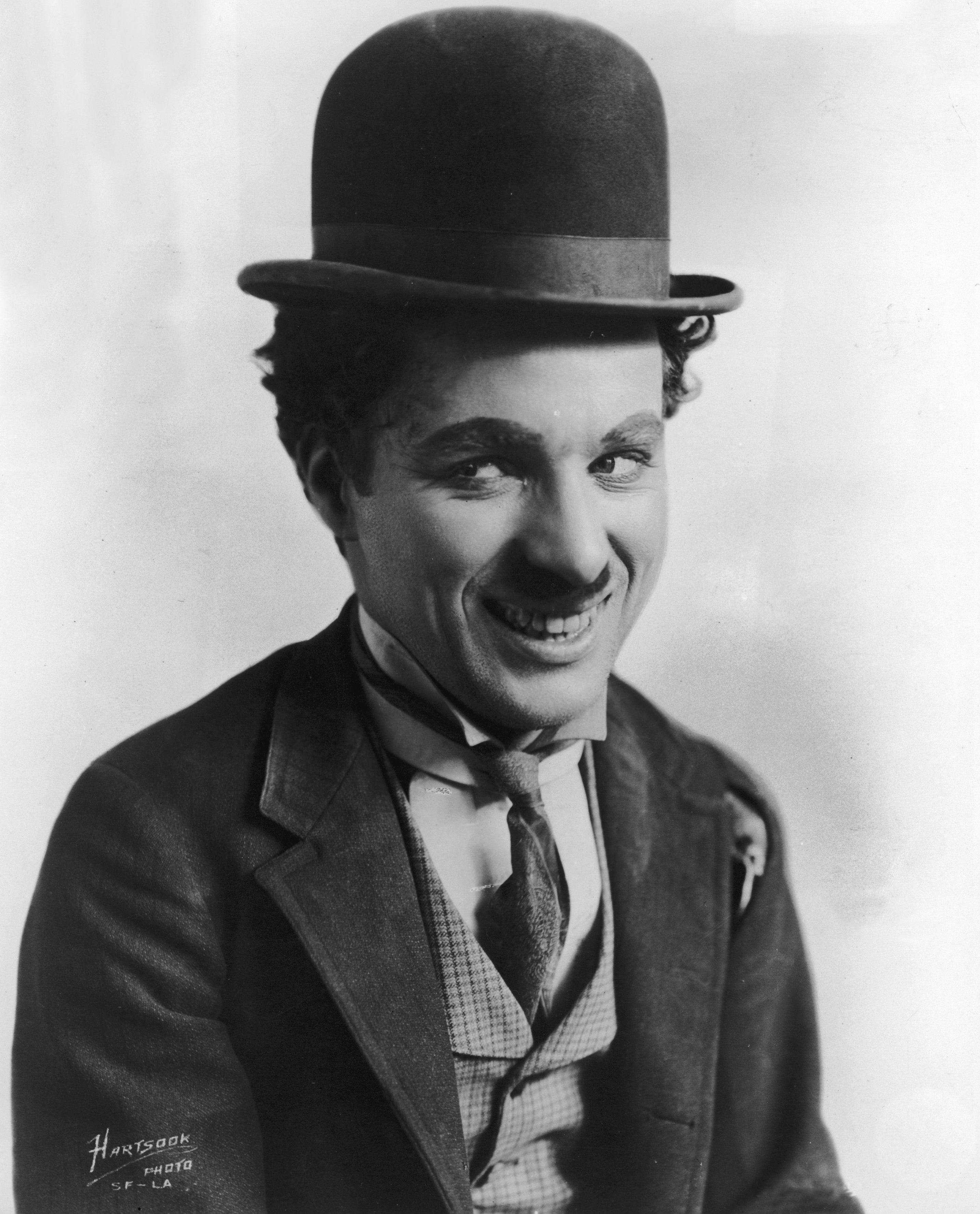
Charlie Chaplin „maestrul” comediei mute

Acest neajuns, muțenia filmului, nu i -a împiedicat pe marii realizatori de filme, să dea noii arte de exprimare, capodopere de valoare. Arta filmului mut era concentrarea asupra expresiei imaginii redate, o expresie specifică, teatrală, chiar uneori exagerată a actorilor. Această artă a filmului mut a atins culmi artistice înalte; o serie de actori, aleși după rigorile fotogeniei au contribuit la aceasta (să amintim doar de Rudolf Valentino). Perfecțiunea artei mute a filmului a pus la îndoială însăși preceptul de a sonoriza filmul. Mulți au considerat că filmul sonor va fi moartea cinematografului, inclusiv Charlie Chaplin, temere care așa cum spunea istoricul de cinema Georges Sadoul nu s-a întâmplat întru-cât ..."Operele cele mai bune ale artei mute, solicitau sunetul și vorba".
Vorbind de filmul românesc, rămâne memorabil "Independența României", ca importantă realizare a filmului mut produs în România. Rămâne de asemenea memorabilă activitatea regizorului Jenő Janovics la Cluj.
Valoarea deosebită a filmului mut este dată și prin faptul că pelicula folosită a fost de tip alb-negru.